# Klasztor benedyktynek w Bysławku
Klasztor benedyktynek w Bysławku − były klasztor benedyktynek w Bysławku, w pobliżu Tucholi. Założony w 1602 i sekularyzowany przez władze pruskie w 1836, od 1881 dom zakonny sióstr szarytek.
Należał do Kongregacji Chełmińskiej. Klasztor zależny był od klasztoru benedyktynek w Chełmnie, traktowano go jako filię (ośrodek o charakterze wypoczynkowym). Znajdował się na terenie ówczesnej diecezji włocławskiej, od 1821 w diecezji chełmńskiej. Zostały zabudowania klasztorne, goszczące później różne zgromadzenia zakonne.

## Początki
Po śmierci Adama Żalińskiego, ostatniego z męskich potomków rodu, spadek po nim przeszedł na siostry: Zofię Żalińską, zakonnicę w klasztorze benedyktyńskim w Chełmnie i  Annę, żonę Janusza Witosławskiego z Siedlec, późniejszego kasztelana inowrocławskiego. Obie siostry w porozumieniu z ich ciotką Magdaleną Mortęską, ksienią w klasztorze chełmińskim postanowiły powołać klasztor benedyktyński w Bysławku, w odziedziczonych dobrach. Zapis sądowy nadający moc prawną tym postanowieniom został sporządzony 25 czerwca 1602.

W 1602 w Chełmnie i jego okolicach wybuchła epidemia i ówczesny biskup chełmiński Wawrzyniec Gembicki polecił Mortęskiej wywieźć siostry w bezpieczne miejsce, daleko od panującej zarazy. Wybór padł na Bysławek. 9 lipca 1602 pod opieką Zofii Żalińskiej, mianowana „starszą” bysławieckiego klasztoru, przybyło do tej wsi dwanaście sióstr. Niedawny dwór szlachecki stał się schroniskiem dla chełmińskich benedyktynek. W ciągu miesiąca siostry wybudowały kaplicę na modlitwy pod wezwaniem św. Wawrzyńca. Przez cały czas pobytu w Bysławku ksieni chełmińska wysyłała żywność oraz inne rzeczy niezbędne do codziennego życia. W Bysławku benedyktynki przebywały do zakończenia w Chełmnie epidemii, po czym zabezpieczywszy budynek przed dewastacją i wróciły do macierzystego domu.

## Dzieje konwentu
Według kroniki klasztornej mieszkańcy Bysławka zwrócili się do przełożonej klasztoru w Chełmnie o założenie stałego konwentu. Ksieni przychyliła się do próśb mieszkańców, zgodę na założenie nowej placówki udzielił biskup Gembicki. Uzyskawszy aprobatę ordynariusza, 13 maja 1603 na nową placówkę wyjechało dwanaście zakonnic, na czele z Zofią Żalińską, jako przełożoną nowego klasztoru. Siostry przywiozły ze sobą przedmioty niezbędne do codziennego życia zakonnego. Zabrano pościel, odzież, książki do czytania oraz paramenty kościelne. W grupie tej znalazła się monstrancja, dwa srebrne kielichy, dziesięć ornatów i sześć antepediów. Na początku posiadłość bysławiecką uporządkowano, dokonano pierwszych prowizorycznych napraw, w tym dachu a także ogrodzono klasztor. W 1605 fundacja została zatwierdzona przez papieża Klemensa VIII oraz decyzją papieża leżący dotąd w granicach diecezji włocławskiej Bysławek, w celu zbliżenia go z klasztorem w Chełmnie, został podporządkowany jurysdykcji biskupa chełmińskiego.
Podczas wojny polsko-szwedzkiej benedyktynki bysławieckie przeniosły się do klasztoru w Poznaniu tworząc tam około sześćdziesięcioosobową wspólnotę. Zakonnice z Bysławia mieszkały w Poznaniu od 26 lipca do 17 września 1626.

Po potopie szwedzkim, w latach sześćdziesiątych XVII wiele zakonnic przez kilka lat mieszkało z rodzinami, klasztor stał praktycznie pusty i dopiero po pewnym czasie powróciły do Bysławka.

W 1772 klasztor w ramach pierwszego rozbioru Polski znalazł się pod panowaniem pruskim, Nowe władze od razu przystąpiły do odebrania klasztorowi dóbr ziemskich przydzielając siostrom dziewięciuset złotych, które jednak nie wystarczały na utrzymanie klasztoru. Wobec usilnych próśb zakonnic, rząd pruski przystał na oddanie im w wieczystą dzierżawę miejscowego folwarku, co bynajmniej nie poprawiło sytuacji.

## Organizacja konwentu
Od samego początku klasztor w Bysławku nie był samodzielnym konwentem, lecz uznany został za filię klasztoru benedyktynek w Chełmnie. Z tym też klasztorem miały stanowić całość oraz we wszystkich sprawach mu podlegać. Bysławek był traktowany jako „sanatorium” dla chorych sióstr chełmińskiego klasztoru.
W chwili powołania klasztoru było dwanaście zakonnic a już w 1623 liczba ich wzrosła do dwudziestu dwóch osób. Ten dość wysoki stan osobowy utrzymał się przez najbliższe lata, gdyż w 1633 przebywało w Bysławku dwadzieścia zakonnic, tyle też w 1640. Z biegiem lat liczba ta stopniowo zmniejszała się, by w 1742 zmaleć do dziesięciu. Obsada klasztoru zmieniała się dosyć często. Z reguły były to zakonnice słabe i chore, wysyłane z Chełmna na odpoczynek, spośród których wiele umierało. W 1795 w klasztorze mieszkało pięć sióstr.
Na czele klasztoru w Bysławku nie stała ksieni, lecz tylko „starsza” - przełożoną klasztoru, wyznaczoną przez ksienię chełmińską.
"Starsze" klasztoru:
- Zofia Żalińska, 1602–1606
- Dorota Przepałkowska, 1606–10 VIII 1609 przeniesiona do Poznania
- Anna Pawłowska, 24 VIII 1609 przybyła z Chełmna -
- Elzbieta Białochowska, początek XVIII
- Wiktoria Grębczewska, 1795
- Krystyna Woźniakówna, 1819-
- Rozalia Langowska,
- Konstancja Bajerska, 1821-
- Bernarda hrabina Przebendowska, ksieni w Chełmnie, 8 V 1822–1823
- Katarzyna Rybińska, podprzeorysza, zarządzająca konwentem 1823–1836,

„Starsza” zarządzała konwentem oraz całym jego majątkiem. Przełożona przesyłała regularnie do Chełmna sprawozdania oraz wszystkie rachunki. Tam wciągano je do ksiąg, łącząc razem z miejscowymi wydatkami, gdyż dochody i wydatki także była wspólna.

Benedyktynki z Bysławka mogły na równi z chełmińskimi uczestniczyć w wyborach ksieni w sposób osobisty lub listowny.

Zapewne często zmieniały się zakonnice pełniące różne funkcje. Natomiast nie wiemy w jaki sposób wyłaniano pozostałe osoby funkcyjne. Nie było także na miejscu oddzielnego nowicjatu, była za to szkoła dla dziewcząt.
Od samego początku bysławieckie zakonnice miały własnych duszpasterzy bądź były pod opieką proboszcza z Bysławia. Przed 1730 funkcje spowiednika objął Antoni Jezierski, mianowany w maju tegoż roku proboszczem w Bysławiu. W latach 1776–1777 funkcję spowiednika pełnił Andrzej Jan Węsierski, ale wtedy też wyznaczono nowego penitencjarza, chociaż ksiądz Andrzej był proboszczem tutejszej parafii aż do 1788.

## Majątek
W latach 1602–1616 w skład dóbr klasztornych chodziło sześć wsi: Bysławek, Miniowo, Trutowo, Wielonek, Łąkie oraz Olszowski Młyn. Trzy pierwsze były darem Zofii Żalińskiej natomiast pozostałe przekazała ksieni Mortęska. O Wielonku, należącym do parafii koronowskiej a także o Olszowskim Młynie nic bliższego nie można powiedzieć. Natomiast wieś Łąkie należała do benedyktynek chełmińskich, lecz w czasie reformacji przeszła w prywatne ręce. Ksieni Mortęska w 1615 odkupiła ją i w następnym roku włączyła w skład włości bysławieckich.  Było też gospodarstwo przyklasztorne.

## Kościół konwentualny i klasztor
Miejscem pełniącym funkcje klasztoru był dwór szlachecki, który został przebudowany i przystosowany dla potrzeb zakonnych. Decyzję o budowie kościoła podjęła ksieni chełmińska i ona też pokryła koszty tej inwestycji. Przebudowa prowadzona była w latach 1602–1610. Po przebudowie kościół i klasztor tworzyły jeden budynek na rzucie wydłużonego prostokąt. W części północnej wzniesiono piętrowy budynek klasztorny, a w części południowej równej z nim wysokości kościół. Na zewnątrz oba obiekty nie były wyodrębnione, brak było widocznych podziałów, całość nakrywał wspólny dwuspadowy dach. Kościół liczył dwadzieścia metrów długości, natomiast jego szerokość wynosiła ponad dwanaście i pół metra.
Przebudowa dworu na kościół, polegała na tym, iż z dużego pokoju na parterze, urządzono kościół dla ludzi świeckich. Na piętrze natomiast skonstruowano chór, gdzie na nabożeństwa zbierały się zakonnice. Dach kościoła zwieńczono wieżyczką na dzwony i zegar. Pod posadzką kościoła mieściły się dwie piwnice. Jedna była przeznaczona na kryptę dla zmarłych sióstr, a druga na schowek, w którym trzymano rzeczy potrzebne w kościele. Obok kościoła wybudowano kaplicę, w której mieścił się ołtarz św. Walentego. W tym miejscu zbierały się na modlitwy dziewczęta, uczące się w przyklasztornej szkole.
W latach 1609–1610 dobudowano zakrystię oraz kruchtę, łącząc zabudowania z kościołem wspólnym dachem pokrytym dachówką. Dalszych przebudów w klasztorze dokonała prawdopodobnie na początku XVIII.

Zaraz po adoptowaniu dworku dla potrzeb klasztornych sprowadzano jego wyposażenie. Nie dokonano tego jednorazowo, lecz, jak można sądzić po zachowanych ruchomościach, działo się to przez szereg dziesięcioleci. W drugiej ćwierci XVII powstał wczesnobarokowy ołtarz główny z wizerunkiem Ukrzyżowania Jezusa. Z tego też czasu pochodzi obraz „Pokłon trzech króli”, a nieco późniejszego barokowy krucyfiks. W drugiej połowie XVIII dokonano uzupełnień w wystroju świątyni. Pojawiły się barokowe konfesjonały i ławy, rokokowe ołtarze, obraz poświęcony błogosławionemu Wincentemu Kadłukowi z 1773.
Według protokołu wizytacyjnego z 1820 kościół pod wezwaniem św. Wawrzyńca w Bysławku posiadał dwanaście odpustów. Klasztor i kościół były budowlą całkowicie murowaną, pokrytą dachówką i wykończoną wieżą. Świątynia miała cztery ołtarze:
- Ukrzyżowanego Pana Jezusa – ołtarz główny, cały pozłacany, z figurą pana Jezusa na krzyżu,
- Św. Wawrzyńca – po lewej stronie kościoła, pod lożą, przy zakrystii,
- Matki Boskiej – w kaplicy, na nim figura Matki Boskiej Pocieszenia, wykonana z drewna,
- Św. Benedykta – przy kaplicy, pod lożą w ganku.

W klasztorku mieściło się dwanaście cel, gdzie, zgodnie z przyjętą normą, mogły zamieszkiwać po dwie zakonnice, lecz nigdy nie mieszkało ich tam więcej niż dwadzieścia cztery.

## Kasataklasztoru
Na początku XIX wobec małej liczby sióstr oraz podeszłego ich wieku nie przestrzegano dokładnie Reguły, nie odprawiano nawet obowiązkowego dotychczas nabożeństwa chórowego. W 1822 do Bysławka przybyło dziesięć zakonnic z Chełmna po kasacie tamtejszego klasztoru w 1821, na czele z ksieni chełmińską Bernardą hrabiną Przebendowską i z chełmińskim spowiednikiem, księdzem Więckiewiczem. W następnym roku zmarła ksieni, rząd pruski nie wyraził zgody na wybór jej następczyni. Zarząd nad klasztorem objęła dotychczasowa przeorysza Katarzyna Rybińska. Na tym stanowisku, w 1836 r. doczekała kasaty klasztoru w Bysławku, a w następnym roku zmarła. W klasztorze pozostały cztery benedyktynki. Ostatnią z nich była Anna Szymańska, prawie niewidoma staruszka. W 1852 przeniesiono ją do Chełmna, gdzie niebawem zmarła. W ostatnim okresie istnienia klasztoru opiekę nad nim roztaczali proboszczowie pobliskich parafii. Funkcje spowiednika pełnił Jan Nelke z Bysławia, później Jan Reymann z Lubiewa.
W 1852 rząd pruski dobytek klasztorny przekazał Siostrom Miłosierdzia - Szarytkom. Klasztor znajdował się wówczas w ruinie. Siostry Miłosierdzia, choć przejęły dobra klasztorne to tutaj nie osiadły, lecz przekazały je około 1857 w zarząd franciszkanom reformatom.

## Konwent franciszkanów (1857–1875)
W 1872 w konwencie mieszkało 12 zakonników, istniało studium zakonne. Franciszkanie reformaci, pochodzący z Prowincji Niepokalanego Poczęcia NMP w Prusach i w Wielkim Księstwie Poznańskim, zaangażowanie byli w działalność duszpasterską na terenie okolicznych parafii, prowadzili działalność patriotyczną. Podczas swego pobytu dobuopublikowany dowali wieżę kościelną. Reformaci przebywali w Bysławku do roku 1875.

## Dom zakonny szarytek (1881-)
Po opuszczeniu przez franciszkanów klasztor pozostał pusty aż do 1881, kiedy to sprowadziły się do niego szarytki, które są obecne do dziś. Dawny klasztor benedyktynek jest obecnie prawnie erygowanym domem zakonnym Zgromadzenia Sióstr Miłosierdzia św. Wincentego a Paulo prowincji chełmińsko-poznańskiej.